# Лоскутов Олег Анатолійович
Лоскутов Олег Анатолійович — український анестезіолог, доктор медичних наук, професор, завідувач кафедри анестезіології та інтенсивної терапії Національної медичної академії післядипломної освіти ім. П. Л. Шупика.

## Біографічні відомості
Лоскутов Олег Анатолійович, 1965 року народження, розпочав свою трудову діяльність будучи студентом третього курсу медичного інституту як медичний брат хіміотерапевтичного відділення обласного онкологічного диспансеру.
Після закінчення у 1988 році Ворошиловградського медичного інституту за спеціальністю лікувальна справа, був прийнятий на посаду лікаря-інтерна для проходження інтернатури з анестезіології і реанімації при Стахановській районній лікарні.
Після закінчення інтернатури, у 1989 році, був прийнятий в кардіохірургічне відділення Ворошиловградської обласної клінічної лікарні на посаду лікаря анестезіолога-реаніматолога.
У 1992 році, після успішного проходження конкурсу, був прийнятий в клінічну ординатуру за спеціальністю анестезіологія-реаніматологія при Київському науково-дослідному інституті серцево-судинної хірургії.
Після завершення навчання в клінічній ординатурі, у 1994 році прийнятий на посаду наукового співробітника відділення хірургічного лікування вроджених вад серця у дітей раннього віку Інституту серцево-судинної хірургії імені М. М. Амосова АМН України.
У 2001 році — переведений на посаду провідного наукового співробітника відділення хірургічного лікування вроджених вад серця у дітей раннього віку Інституту серцево-судинної хірургії імені М. М. Амосова АМН України.
З серпня 2001 року — вибраний на посаду провідного наукового співробітника відділення хірургічного лікування вроджених вад серця у дітей раннього віку Інституту серцево-судинної хірургії імені М. М. Амосова АМН України.
У 2004 році вибраний на посаду провідного наукового співробітника відділення анестезіології, інтенсивної терапії та штучного кровообігу Інституту серцево-судинної хірургії імені М. М. Амосова АМН України.
У 2005 році йому було присвоєно вчене звання старшого наукового співробітника за спеціальністю 14.01.30 ‒ анестезіологія та інтенсивна терапія (атестат старшого наукового співробітника АС № 004582 рішення Вищої атестаційної комісії України від 15.12.2005 р.).
У 2006 році ‒ був призначений завідувачем відділення інтенсивної терапії відділу хірургії вроджених вад серця.
З 2007 року — лікар-анестезіолог відділення анестезіології ДУ «Інститут серця МОЗ України», та за сумісництвом з 2008 року — асистент кафедри анестезіології та інтенсивної терапії Національна медична академія післядипломної освіти імені П. Л. Шупика.
З 2014 року — професор кафедри анестезіології та інтенсивної терапії НМАПО імені П. Л. Шупика, як обраний за конкурсом (Наказ № 383-к від 14.11.2014 р.).
У 2016 році, за поданням Вченої ради Національна медична академія післядипломної освіти імені П. Л. Шупика, йому було присвоєне вчене звання професора кафедри анестезіології та інтенсивної терапії (атестат професора 12ПР № 011428, видано на підставі рішення Атестаційної колегії Міністерства освіти і науки України від 25 лютого 2016 р., протокол № 1/01-П).
З 2016 р. займає посаду завідувача кафедри «Анестезіології та інтенсивної терапії», як обраний за конкурсом, та за сумісництвом обіймає посаду головного наукового співробітника відділу анестезіології та штучного кровообігу ДУ «Інститут серця МОЗ України».

## Освіта
Ворошиловградський медичний інститут, лікувальний факультет, Спеціалізація — анестезіологія та інтенсивна терапія

## Захист дисертаційних робіт
1999 р. — кандидатська дисертація на тему: «Функціональні стани кровообігу в ранньому післяопераційному періоді при протезуванні клапанів серця та аортокоронарному шунтуванні» за фахом 14.01.30. — анестезіологія та інтенсивна терапія.
Наук. кер. — д.мед.н. Максименко В. Б.
2014 р. — докторська дисертація на тему: «Оптимізація методів кардіопротекції в комплексі анестезіологічного забезпечення операцій зі штучним кровообігом» за фахом 14.01.30.- анестезіологія та інтенсивна терапія.
Наук. конс. — д.мед.н., проф. Ігор Шлапак.

## Лікувальна і наукова діяльність
Безпосереднє виконання науково-дослідної роботи: «Розробка методів консервації та захисту міокарда серця, яке трансплантують» та участь професора Лоскутова О. А. у експериментальній пересадці серця тварин, стали базою для першої в Україні успішної трансплантації донорського серця у людини.
Під керівництвом Лоскутова О. А., вперше в Україні були введені в кардіохірургічну практику методики кардіоплегічного захисту міокарда у дітей і новонароджених на основі крові, та модифікована методика профілактики реперфузійних ушкоджень.
Професор Лоскутов О. А. вперше в Україні розробив та застосував в кардіохірургії методики оперативного втручання зі штучним кровообігом у дітей молодшого віку, з масою тіла від 3 кг без застосування донорської крові та її компонентів.
Лоскутов О. А. впровадив нові підходи до кардіопротекції та створив комплексну систему заходів, спрямованих на збільшення стійкості міокарда до ішемічних впливів. Розроблені ним практичні рекомендації з проведення модифікованої методики штучної фібриляції серця дозволили майже в чотири рази знизити кількість проявів гострої серцевої недостатності при аортокоронарному шунтуванні в умовах штучного кровообігу.
Проведення кардіохірургічних операцій за анестезіологічними методиками, запропонованими Лоскутовим О. А., сприяє більш швидкій реабілітації хворих, завдяки чому сумарні економічні втрати знижуються до 73 % щодо середньорічних витрат на лікування не прооперованих пацієнтів, при цьому економія витрат впродовж 3 років після операції перевищувала вартість операції в 1,8 рази.
У результаті проведеної ним роботи, створені основи для впровадження кардіопротективних методик у галузях медицини, де проводиться хірургічне лікування хворих з ішемічною хворобою серця, що значно знизило показник проявів серцевої недостатності та надало можливість безпечного проведення імплантації «штучного серця».
Професор Лоскутов О. А. очолює розробку інноваційного наукового напрямку в трансплантології: «Застосування імуносорбції при АВ0-несумісній трансплантації органів від живого родинного донора», що забезпечує можливість проведення поліорганної трансплантації та зниження ризику відторгнення трансплантованих органів.
Має 220 наукові друковані роботи, співавтор 2 монографій, підручника з анестезіології та інтенсивної терапії, співавтор 9 патентів на винахід та 3 патентів на корисну модель

## Патенти
1. Спосіб радікальної корекції подвійного відходження магістральних судин від правого шлуночка транспозиційного типу з вираженим підаортальним стенозом чи аномальною анатомією коронарних артерій (Деклараційний патент на винахід. № 49698 А, від 16.09.2002 р., Бюл.№ 9);
2. Спосіб радікальної корекції подвійного відходження магістральних судин від правого шлуночка з непідлеглим дефектом міжшлуночкової перетинки (Деклараційний патент на винахід. № 51341 А, від 15.11.2002 р., Бюл.№ 11);
3. Спосіб корекції подвійного відходження магістральних судин від правого шлуночка з субаортальним стенозом та гіпоплазією одного з шлуночків (Деклараційний патент на винахід. № 51342 А, від 15.11.2002 р., Бюл.№ 11);
4. Спосіб захисту міокарду при корекції вад серця в умовах штучного кровообігу (Деклараційний патент на винахід. № 54730 А, від 17.03.2003 р., Бюл.№ 3);
5. Спосіб захисту міокарду при корекції вад серця в умовах штучного кровообігу (Деклараційний патент на винахід. № 54728 А, від 17.03.2003 р., Бюл.№ 3);
6. Спосіб захисту міокарду при корекції вад серця в умовах штучного кровообігу (Деклараційний патент на винахід. № 54729А, від 17.03.2003 р., Бюл.№ 3);
7. Спосіб кардіоплегії у венцеві артерії під час операцій на аортальному клапані у дітей раннього віку (Деклараційний патент на винахід. № 58087А, від 15.07.2003 р. Бюл.№ 7);
8. Спосіб захисту міокарду за допомогою інтермітуючої холодової кров'яної кардіоплегії при хірургічній корекції набутих вад серця в умовах штучного кровообігу (Деклараційний патент на винахід. № 63255 А, від 15.01.2004 р. Бюл.№ 1);
9. Спосіб захисту міокарду за допомогою інтермітуючої холодової кров'яної кардіоплегії при хірургічній корекції вроджених вад серця в умовах штучного кровообігу (Деклараційний патент на винахід. № 63256 А, від 15.01.2004 р. Бюл.№ 1);
10. Спосіб профілактики реперфузійних ушкоджень міокарду при корекції вад серця в умовах штучного кровообігу (Деклараційний патент на корисну модель. № 7531, від 15.06.2005 р., Бюл.№ 6);
11. Спосіб комбінованої техніки корекції вторинного дефекту міжпередсердної перегородки без нижнього краю (Деклараційний патент на корисну модель. № 19229, від 15.12.2006. Бюл. № 12);
12. Спосіб «однозаплатної» техніки для корекції повної форми атріовентрикулярного септального дефекту (Деклараційний патент на корисну модель. № 20627, від 15.02.2007. Бюл. № 2).

## Перелік ключових публікацій
1. Характеристика насосной функции сердца и системной регуляции кровообращения при острой сердечной недостаточности у кардиохирургических больных / Український кардіологічний журнал. − № 1.− 1996 р. — С. 21-25.
2. Регулиция преднагрузки, как фактора оптимизации синдрома малого сердечного выброса / Методические рекомендации. Киев. 2000 г. — 28 С.
3. Клинический опыт проведения операций на открытом сердце по бескровной методике с использованием ультрафильтрации / Біль, знеболювання і інтенсивна терапія. − № 4 (13). − 2000 р. — С. 16-23.
4. Госпитальная инфекция и рациональная антибактериальная терапия при проведении оперативных вмешательств в кардиохирургии / Клінічна хірургія. − № 12. − 2001 р. — С. 7-11.
5. Исследование кислородного обмена в условиях управляемой гемодилюции при операциях с искусственным кровообращением / Щорічник наукових праць Асоціації серцево-судинних хірургів України. − Київ.−2002 р. − вип. 10. — С. 186—190.
6. Clinical use of perfluorocarbon as a blood substitution for cardioplegia — First experience / «In by pass» Organo Ufficiale dell׳A.N.Pe.C. Associato all׳unione stampa periodica. − Italiana.− Vol.XIV. − n.2. −2002.−P.1307 — 1309.
7. Первый опыт использования интермиттирующей холодовой кровяной кардиоплегии при хирургической коррекции врожденных пороков сердца / Щорічник наукових праць Асоціації серцево-судинних хірургів України. − Київ.−2003 р. − вип. 11. — С. 214—217.
8. Профілактика реперфузійних ушкоджень міокарду при операціях на «відкритому» серці / Щорічник наукових праць Асоціації серцево — судинних хірургів України. − Київ. — 2005 р. — Вип.13. — С. 288—290.
9. Peculiarities anesthesiological management in patients with complete atrioventricular septal defect / European Journal of Anaesthesiology. — 2012. –Vol.29. — P.159-160.
10. Структурные изменения митохондрий при экспериментальной ишемии міокарда / Університетська клініка . — Т.8. — № 2. — 2012 р. — С.178-182.
11. Кардиопротекционный эффект севофлурана у пациентов, прооперированных в условиях искусственного кровообращения / Загальна патологія та патологічна фізіологія. — 2012 р. — Т.7. — № 3. — С.188-191.
12. Оцінка ефективності штучної електричної фібриляції серця як методики локальної кардіопротекції при операціях аортокоронарного шунтування, що проводяться в умовах штучного кровообігу / Вісник проблем біології і медицини . –2013 р. — вип.1. — том 1(98). — С.129-132.
13. Гистологическое состояние миокардиоцитов в условиях моделированной ишемии при различных видах анестезиологического обеспечения / Біль, знеболювання i інтенсивна терапія. –№ 1. — 2013 р. — С.86-93.
14. Динамика кардиоспецифических ферментов при различных видах анестезиологического обеспечения / Медицина. — № 2(128). — 2013 г. — С. 55-57.
15. Влияние глубины анестезии на развитие послеоперационных когнитивных дисфункций / Медицина невідкладних станів. — 2013 г. № 7 (54). — С.19-23.
16. Использование антеградной церебральной перфузии при хирургической коррекции гипоплазии дуги аорты / Бюллетень НЦССХ им. А. Н. Бакулева РАМН. — том 14. — № 6. — 2013 г. — С.189.
17. Особенности мозгового кровотока при анестезиологическом обеспечении пациентов пожилого и старческого возраста / Медицина невідкладних станів. –2014. — № 7(62). –С.71-76.
18. Опыт использования экстракорпоральной мембранной оксигенации в лечении острого инфаркта миокарда, осложненного кардиогенным шоком / Медицина невідкладних станів — 2015. — № 1(64). — С.174-177.
19. Острая ишемия миокарда вследствие боевой травмы грудной клетки / Острые и неотложные состояния в практике врача. –– 2015. — С.27.
20. Анестезиологическое обеспечение операций у пациентов с сопутствующей артериальной гипертензией / Science Rise (Medical Science) — 2015. — Т.9, № 3(14) — С. 54-62.